# Gribodia javana
Gribodia javana är en stekelart som beskrevs av Giordani Soika 1974. Gribodia javana ingår i släktet Gribodia och familjen Eumenidae. Inga underarter finns listade i Catalogue of Life.